# بنای یادبود جنگی شوروی
بنای یادبود جنگی شوروی یک بنای یادبود جنگی می‌باشد که که در پارک ترپتاور در جنوب برلین قرار دارد. این بنا در ۸ مه ۱۹۴۹ به بهره‌برداری رسید و زنده‌کننده یاد و خاطره ۸۰٬۰۰۰ سرباز اتحاد جماهیر شوروی سوسیالیستی می‌باشد که در عملیات فتح برلین جان خود را از دست دادند. این بنا در دوران جنگ سرد در ناحیه آلمان شرقی قرار داشت که پس از تخریب دیوار برلین، در محدوده شهر برلین قرار گرفته است. شوروی‌ها علاوه بر این بنا، دو بنای یادبود جنگی دیگر نیز در برلین بنا کردند که یکی از آنها در شمال برلین و دیگری در غرب این شهر قرار دارند.

## نگارخانه

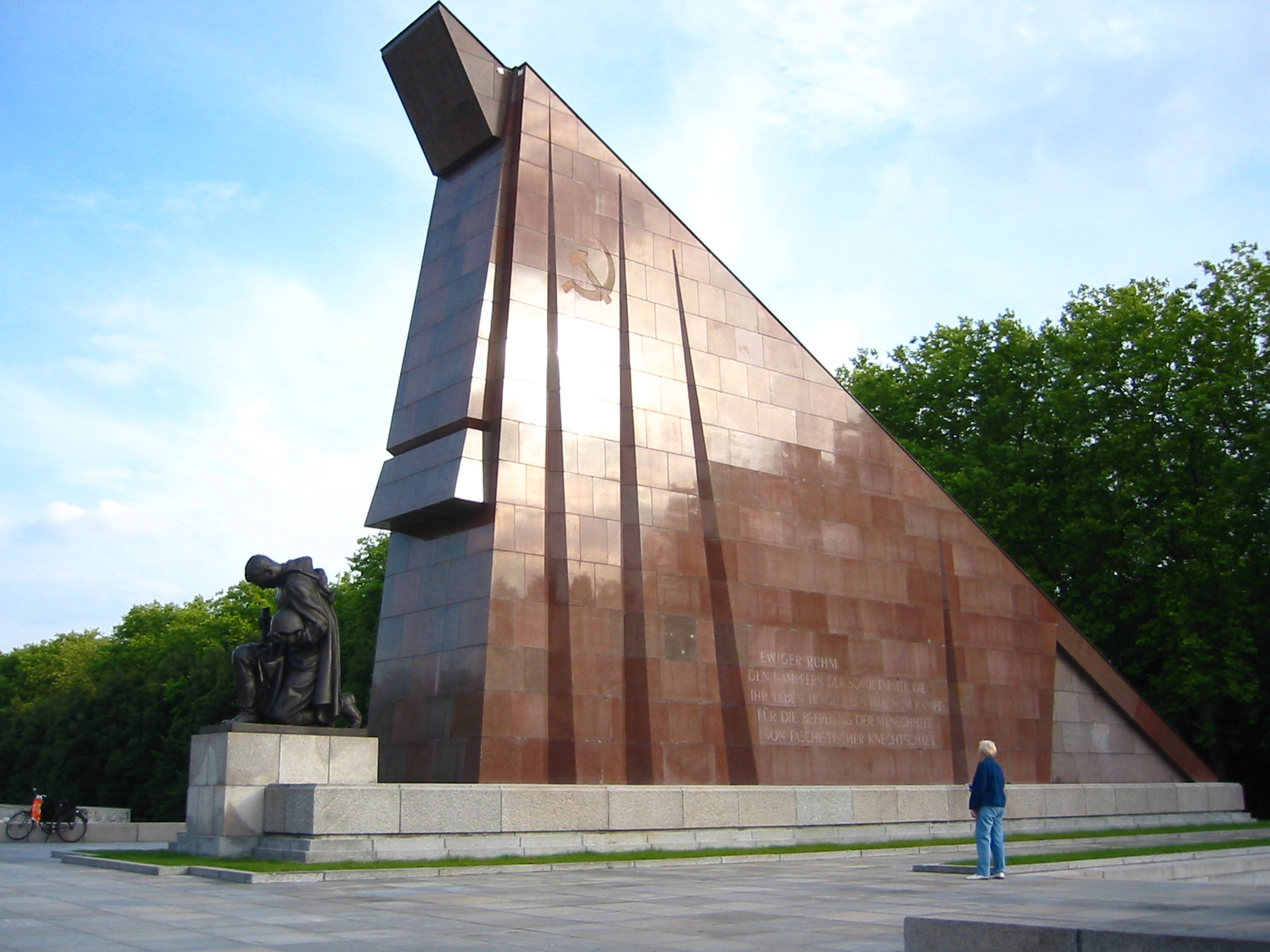
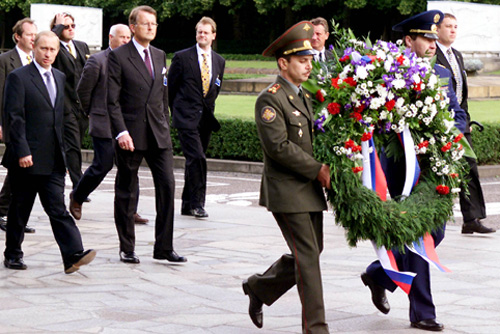
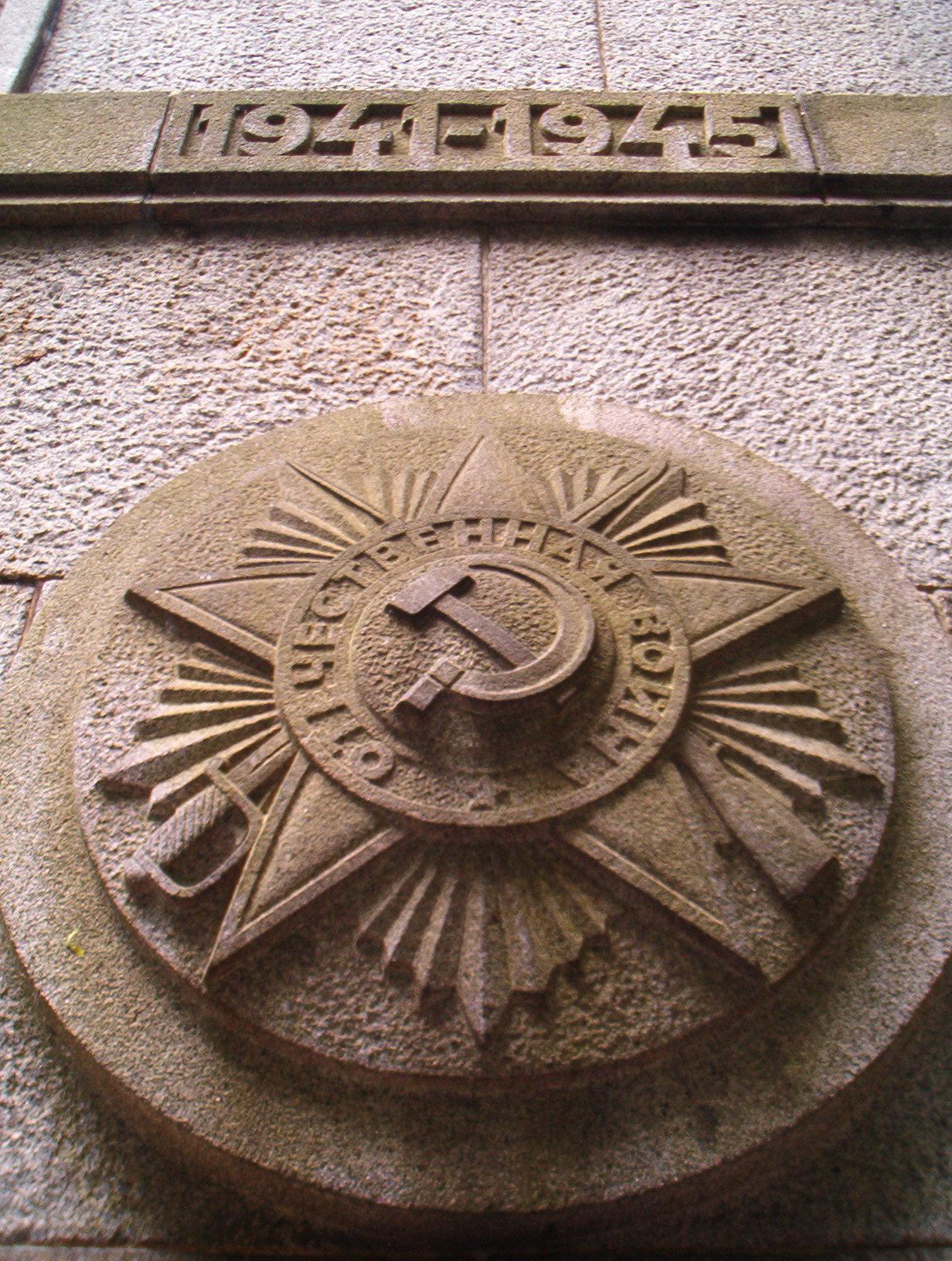
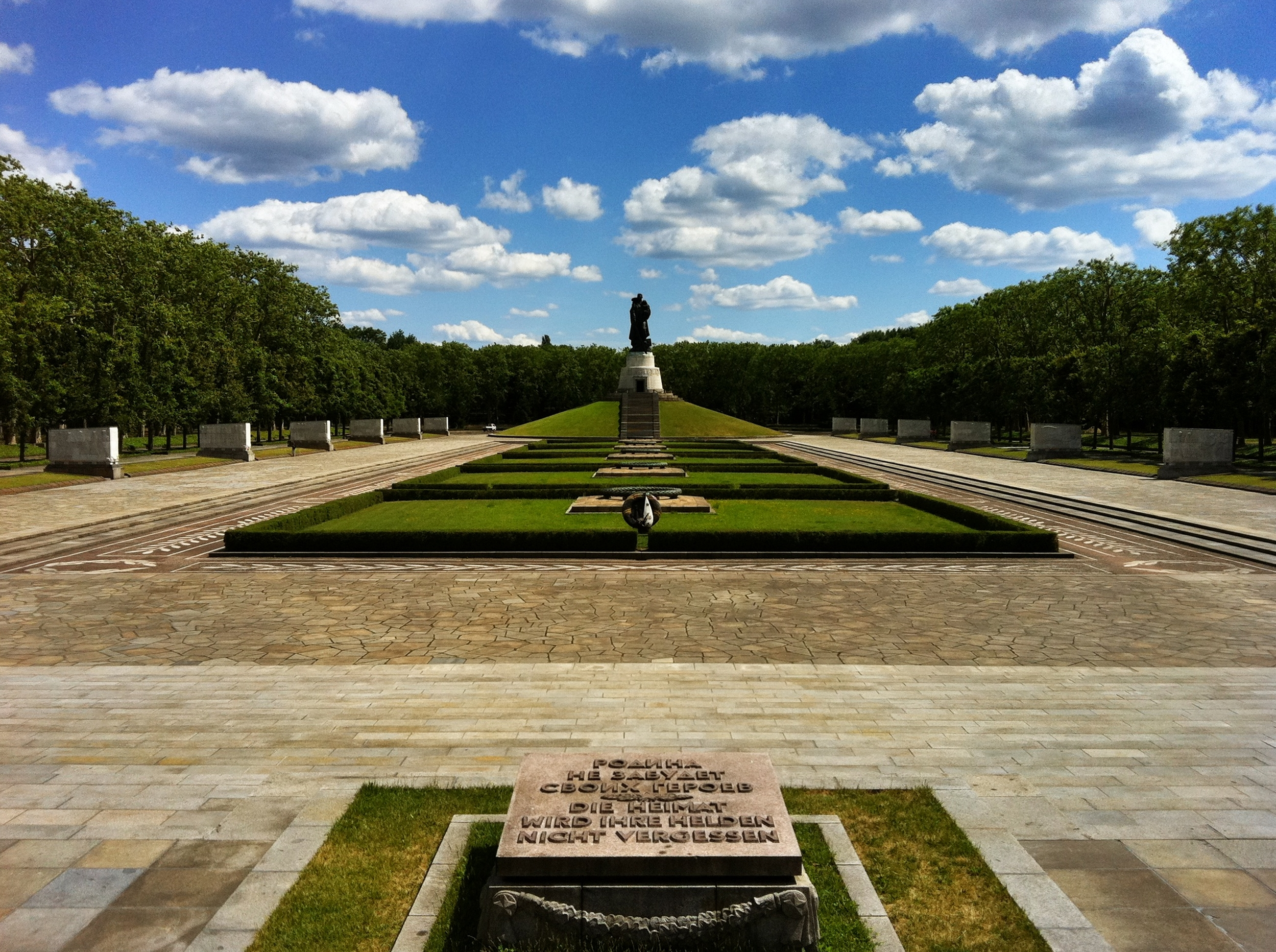
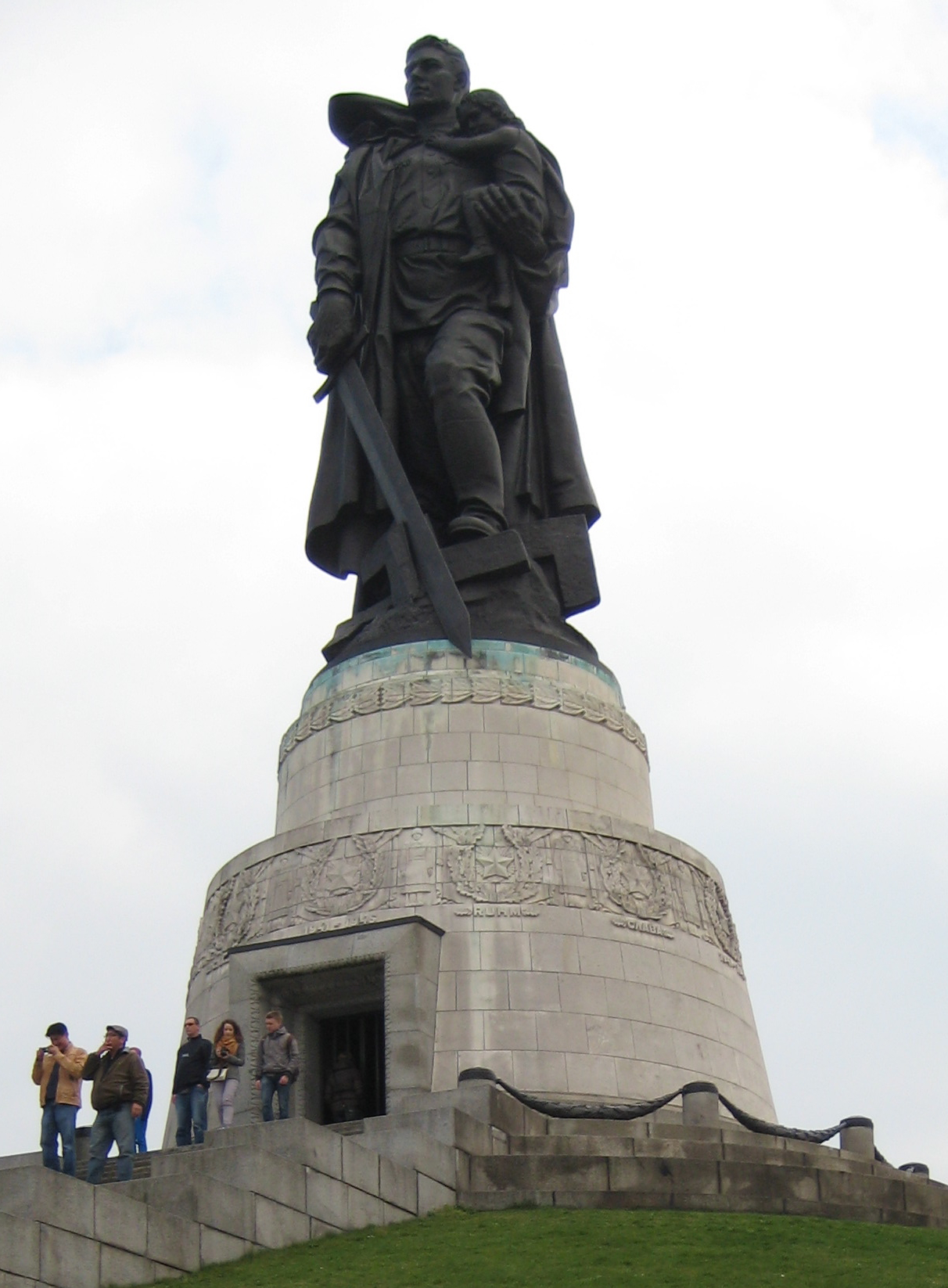
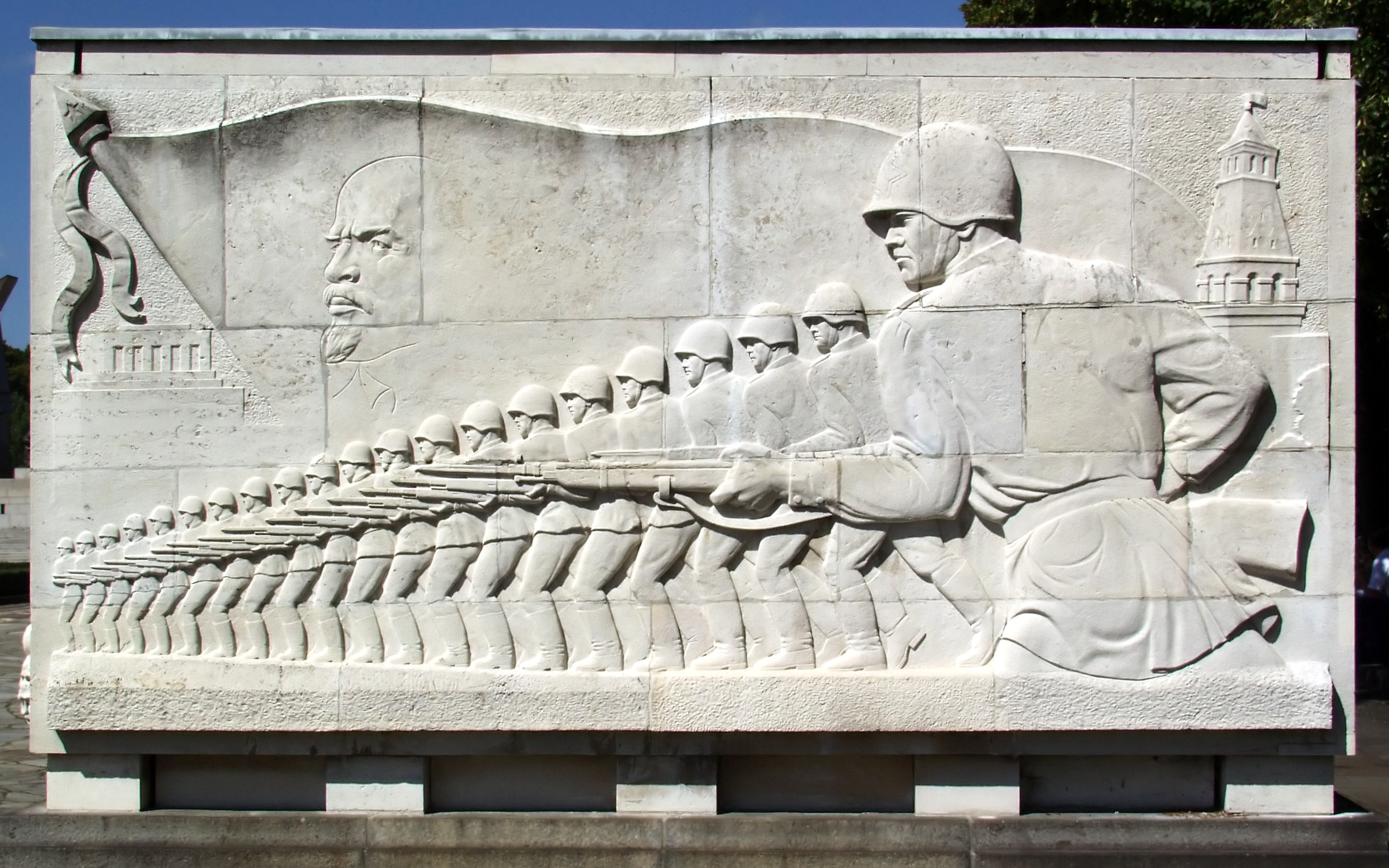